# Roberto Lupi
Roberto Lupi (* 28. November 1908 in Mailand; † 17. April 1971 in Dornach) war ein italienischer Komponist, Dirigent und Musiktheoretiker.

## Leben und Werk
Lupi studierte bis 1934 am Conservatori Verdi in Mailand und graduierte in den Fächern Piano (1927), Cello (1928) und Komposition (1934).
Er wurde dann Professor für Harmonielehre und Kontrapunkt am Conservatorio di Musica Luigi Cherubini in Florenz.
Lupi gab weiterhin eine Reihe von Werken älterer italienischer Musik heraus. Er verfasste die musiktheoretischen Werke Armonia di gravitazione (Rom 1946) und Il mistero del suono (Rom, 1955) mit Anklängen an Hindemiths Unterweisung im Tonsatz, deren Ideen er in seinen Kompositionen umsetzte.
Darüber hinaus hat Lupi sich als Dirigent einen guten Ruf erworben.

## Kompositionen von Roberto Lupi (Auszug)
Lupi schuf vor allen Dingen großformatige Werke experimenteller Musik für Chor und Orchester, Kammermusik und Bühne. Unter anderem komponierte er folgende Werke:
- Sacra Sinfonia
- Nativitas, Stabat mater und Psalmo LX für Soli, Chor und Orchester
- Cellosonate
- Sacra rappresenntazione La dansa di Salomè (Einakter, Perugia 1952)
- Misterio melodrammatico La nuova Euridice (Bergamo 1957)
- Persefone (Florenz 1970)
- 9 Stücke Homunculus (1958)
- Fenomeni (1961)
- Azioni sonore (1960–1962)
- 5 kurze Stücke (1966) für Orchester
- Bucolica (1953)
- Multiliteralià (1960) für Kammerorchester
- 3 Fugen und 2 Interludien (1958) für Streicher
- 12 Ricerari in forma di zodiaco für Violoncello und Orchester

sowie mehrere Klavierstücke und Lieder. 